# Křimov
Křimov település Csehországban, Chomutovi járásban. Křimov Chomutov, Blatno, Málkov, Hora Svatého Šebestiána, Černovice és Výsluní településekkel határos. Lakosainak száma 427 fő (2024. január 1.).

## Népesség
A település lakosságának változását az alábbi diagram mutatja:
| Lakosok száma | 1711 | 1575 | 1484 | 402  | 199  | 312  | 418  | 417  | 382  | 427  |
|               | 1869 | 1900 | 1921 | 1961 | 1980 | 2011 | 2016 | 2019 | 2021 | 2024 |